# Corindon
Corindonul (în limba germană, Korund) este un mineral clasat ca duritate (9) pe locul doi după diamant pe scara Mohs, deoarece, de multe ori, mineralul Moissanit cu duritate 9,25 (care este foarte rar întâlnit în natură) nu este luat în considerare.

## Descriere
Din punct de vedere al compoziției chimice este un oxid de aluminiu având formula Al2O3. Prin urmare aparține clasei oxizilor de tipul Me2O3 (unde Me poate fi orice metal trivalent), cristalizând în sistemul trigonal. Culoarea sa este foarte variată, depinzând de impuritățile existente în cristal. Astfel de variații de culoare sunt: de la incolor la brun, sur, roz, roșu, galben, verde, violet, sau minerale de culoare albastră cu diferite nuanțe. În mod deosebit sunt apreciate fiind de valoare cristalele de korund cu culori și denumiri particulare, cum sunt cele roșii, rubinele și cele albastre safirele. Se mai poate aminti o variantă a safirului de culoare roză cunoscut ca Padparadsha (originar din Sri Lanka).

## Răspândire în natură
Corindonul este frecvent însoțit de mineralele Spinell și Magnetit, apărând într-o masă lutoasă neagră cu cristale în formă de coloană. Se mai poate întâlni în roci magmatice vulcanice de granit, pegmatit de asemenea în roci metamorfice ca gnais și marmură sau în sedimente (aluviuni) în albia râurilor din Burma și Sri Lanka.

## Producere pe cale sintetică

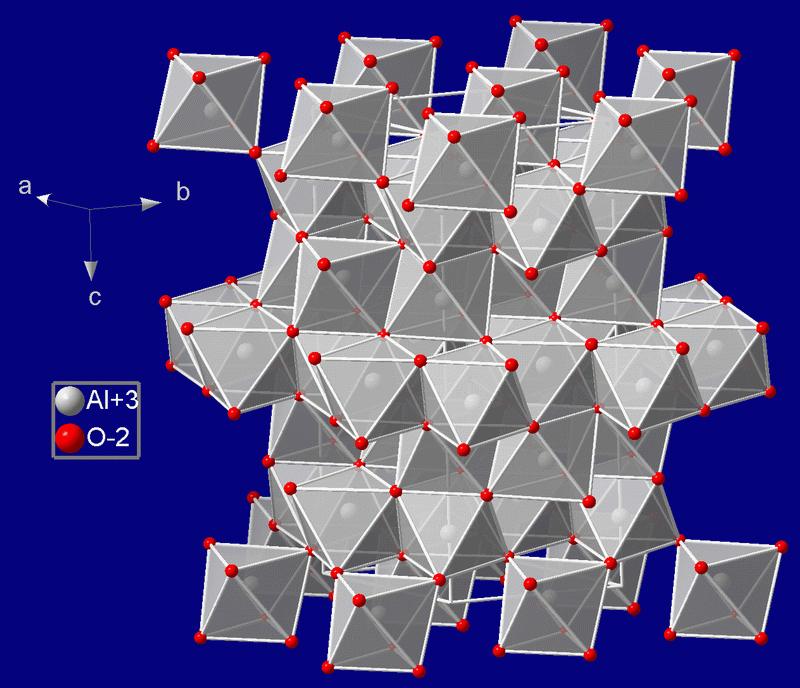
Structura corindonului

Din secolul al XIX-lea s-a reușit producția sintetică a mineralului, de către francezul Auguste Verneuil (1902), care din oxid de aluminiu cu adăugarea intenționată de impurități reușește să producă rubin artificial.
Cu puțin înainte de primul război mondial chimistul german Paul Moyat a reușit producerea corindonului artificial din bauxită (minereu bogat în oxid de aluminiu) într-un cuptor electric la ca 2120 °C înlăturând celelalte substanțe nedorite printr-o reacție chimică de reducere. În Bavaria prin procese de calcinare a argilei bogată în bauxită s-a reușit producerea "bauxitei albe", iar prin adăugarea oxidului de crom rubinul artificial.
De remarcat este faptul că aceste minerale artificiale nu sunt atacate de acizi sau baze (excepție fac numai la temperaturile înalte din cuptoarele de topire), punctul de topire fiind 2.050 °C.

## Importanța ca materie primă
Duritatea mineralului face ca să poată fi utilizat ca material abraziv (șmirgel) la producerea sculelor, materialelor de construcții (beton, ceramică) sau piese care sunt expuse la procese extreme de oxidație.
Din corindon s-au obținut prin șlefuire și pietre prețioase.

## Ca pietre prețioase
Prin impuritățile din cristal, ce determină variațiile de culoare ale oxidului de aluminiu (incolor). Această gamă variată de culori de la renumita bijuterie (Verneuil), sau pietrele prețioase roșii ce conțin crom rubinul, de asemenea variantele albastre (cu impurități de fier, titan, vanadiu) numite safire. Vanadiul în special produce prin reflecția luminii, fenomenul de Asterismus (stea cu șase vârfuri).
Forme de șlefuire speciale ca Cabochon sau Mugel când nu se creează prin șlefuire fațete distincte cristalului.

## Galerie de imagini

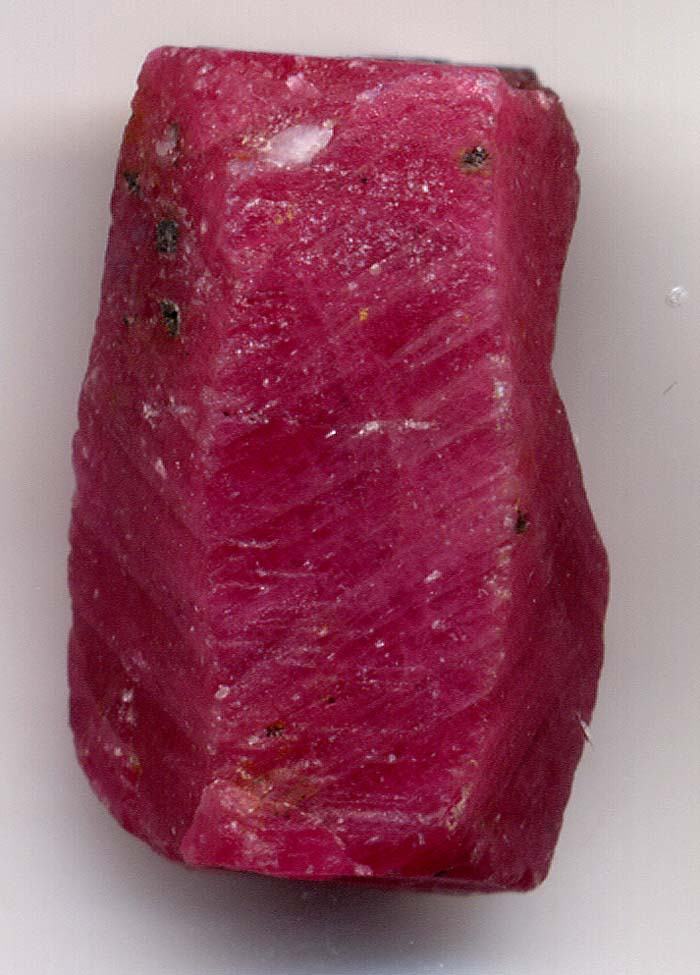
Corindon (rubin)
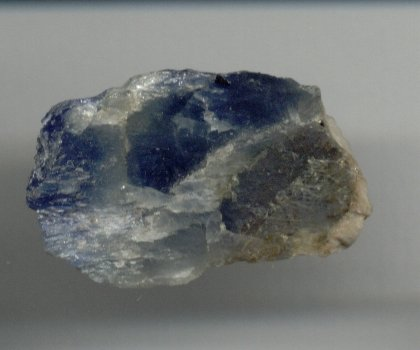
Corindon (safir)
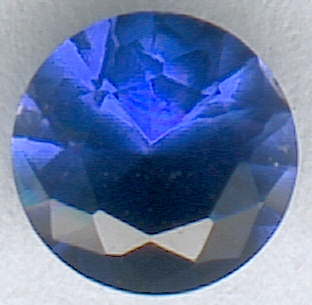
Safir sintetic
Structura corindonului
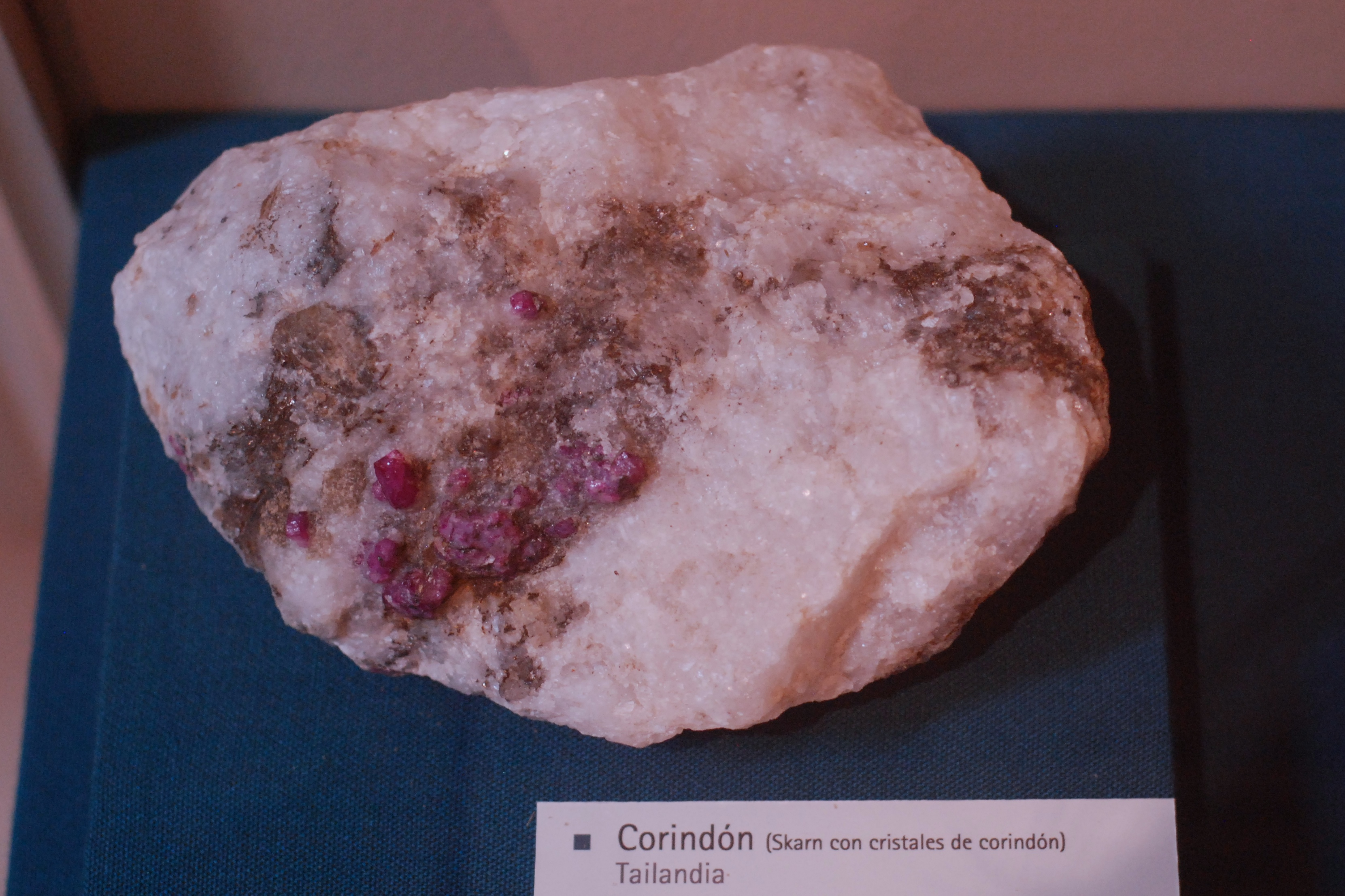
Corindon roz